# Maxwell-Boltzmann-fordelingen
 Ikke at forveksle med Boltzmann-fordelingen.
Maxwell-Boltzmann-fordelingen beskriver hastigheds- og fartfordelingen af partiklerne i en idealgas i termisk ligevægt jf. den kinetiske gasteori. Fordelingen af fart {\displaystyle v} er givet ved:
{\displaystyle f(v)={\frac {4}{\sqrt {\pi }}}\left({\frac {m}{2k_{\text{B}}T}}\right)^{\frac {3}{2}}v^{2}{\text{e}}^{-{\frac {mv^{2}}{2k_{\text{B}}T}}}}
hvor {\displaystyle T} er gassens temperatur, {\displaystyle k_{\text{B}}} er Boltzmanns konstant, og {\displaystyle m} er en enkelt partikels masse. Hvis en tilfældig partikel i gassen udvælges, er sandsynligheden for, at den har en fart i intervallet {\displaystyle v} til {\displaystyle v+{\text{d}}v} altså givet ved {\displaystyle f(v){\text{d}}v}.

## Udledning
Siden partiklerne i en idealgas ikke interagerer med hinanden udover ved elastiske sammenstød, er deres energi {\displaystyle E} blot lig med deres kinetiske energi
{\displaystyle E={\frac {1}{2}}m{\vec {v}}^{2}}
hvor {\displaystyle {\vec {v}}} er hastigheden.

### Hastighedsfordeling
Jf. Boltzmann-fordelingen må fordelingen af kinetisk energi følge en eksponentialfunktion:
{\displaystyle f_{\vec {v}}({\vec {v}})\propto {\text{e}}^{-{\frac {E}{k_{\text{B}}T}}}={\text{e}}^{-{\frac {m{\vec {v}}^{2}}{2k_{\text{B}}T}}}}
Da 
{\displaystyle {\vec {v}}^{2}=v_{x}^{2}+v_{y}^{2}+v_{z}^{2}}
for hver retning {\displaystyle x}, {\displaystyle y} og {\displaystyle z}, er fordelingsfunktionen altså en funktion af tre variable:
{\displaystyle f_{\vec {v}}(v_{x},v_{y},v_{y})\propto {\text{e}}^{-{\frac {mv_{x}^{2}}{2k_{\text{B}}T}}}{\text{e}}^{-{\frac {mv_{y}^{2}}{2k_{\text{B}}T}}}{\text{e}}^{-{\frac {mv_{z}^{2}}{2k_{\text{B}}T}}}}
Det ses, at fordelingen er fordelt sfærisk symmetrisk omkring 0 som en normalfordeling, hvilket vil sige, at partiklerne ikke bevæger sig i en foretrukken retning. For at normere fordelingen skal integralet give 1:
{\displaystyle \int _{-\infty }^{\infty }\int _{-\infty }^{\infty }\int _{-\infty }^{\infty }f_{\vec {v}}(v_{x},v_{y},v_{y}){\text{d}}{{v}_{x}}{\text{d}}{{v}_{y}}{\text{d}}{{v}_{z}}=1}
Da det gaussiske integrale er
{\displaystyle \int _{-\infty }^{\infty }{\text{e}}^{-\alpha x^{2}}{\text{d}}x={\sqrt {\frac {\pi }{\alpha }}}}
må det for fordelingsfunktionen gælde:
{\displaystyle \int _{-\infty }^{\infty }\int _{-\infty }^{\infty }\int _{-\infty }^{\infty }{\text{e}}^{-{\frac {mv_{x}^{2}}{2k_{\text{B}}T}}}{\text{e}}^{-{\frac {mv_{y}^{2}}{2k_{\text{B}}T}}}{\text{e}}^{-{\frac {mv_{z}^{2}}{2k_{\text{B}}T}}}{\text{d}}{{v}_{x}}{\text{d}}{{v}_{y}}{\text{d}}{{v}_{z}}=\int _{-\infty }^{\infty }{\text{e}}^{-{\frac {mv_{x}^{2}}{2k_{\text{B}}T}}}{\text{d}}{{v}_{x}}\int _{-\infty }^{\infty }{\text{e}}^{-{\frac {mv_{y}^{2}}{2k_{\text{B}}T}}}{\text{d}}{{v}_{y}}\int _{-\infty }^{\infty }{\text{e}}^{-{\frac {mv_{z}^{2}}{2k_{\text{B}}T}}}{\text{d}}{{v}_{z}}={\sqrt {\frac {2\pi k_{\text{B}}T}{m}}}{\sqrt {\frac {2\pi k_{\text{B}}T}{m}}}{\sqrt {\frac {2\pi k_{\text{B}}T}{m}}}}
Dermed er fordelingsfunktionen for hastigheder
{\displaystyle f_{\vec {v}}(v_{x},v_{y},v_{y})=\left({\frac {m}{2\pi k_{\text{B}}T}}\right)^{\frac {3}{2}}{\text{e}}^{-{\frac {m(v_{x}^{2}+v_{y}^{2}+v_{z}^{2})}{2k_{\text{B}}T}}}}
Det ses desuden, at fordelingen flader ud, jo højere temperaturen bliver.

### Fartfordelingen
For at finde fartfordelingen skal hastighedernes retninger integreres væk. Pga. symmetrien kan sfæriske koordinater med fordel bruges:
{\displaystyle \int _{\Omega }\int _{0}^{\infty }f_{\vec {v}}(v,\Omega )v^{2}{\text{d}}v{\text{d}}\Omega =1}
Her er {\displaystyle \Omega } rumvinklen. Integralet over rumvinklen er {\displaystyle 4\pi }, så fartfordelingen bliver
{\displaystyle f(v)={\frac {4}{\sqrt {\pi }}}\left({\frac {m}{2k_{\text{B}}T}}\right)^{\frac {3}{2}}v^{2}{\text{e}}^{-{\frac {mv^{2}}{2k_{\text{B}}T}}}}
I modsætning til hastighedsfordelingen er fartfordelingen altså ikke symmetrisk omkring 0.